# Nuestra Señora de la Buena Salud
 Nuestra Señora de la Buena Salud (en el Cristianismo occidental) o Panagia Pantanassa que significa Reina de Todo (en el cristianismo oriental) es una advocación griega, nombre que se le dio en el siglo XIV a un ícono bizantino de la Virgen y el Niño, venerado en el Monasterio de Vatopedi
.

## Descripción de la Imagen
Sentada en un trono con dos almohadas grandes, vestida con un vestido azul y con un Manto rojo, lleva al Niño Jesús en su brazo izquierdo, como de unos dos años el cual está bendiciendo al espectador con su mano derecha y con la izquierda sostiene un rollo con las sagradas escrituras, el viste de blanco con un Manto amarillo, las imágenes de la Virgen María y el niño tienen nimbo. 
Detrás del Trono se observa las figuras de San Miguel Arcángel  vestido con túnica verde y Manto rojo a la derecha y de San Gabriel Arcángel con una capa pluvial azul y un Manto naranja a la izquierda ambos con sus trajes en ricamente enjoyados, ellos también tienen nimbos en sus cabezas para resaltar su santidad.
El trono tiene en el respaldo, a la orilla a cada lado, tres flores acomodadas en horizontal, dos azules y en medio una flor roja.

## Historia
Este icono milagroso es de pequeñas dimensiones, apenas 50 centímetros de alto es lo que mide, por lo tanto es un Icono portátil del siglo XIV. y está ubicado en el santuario izquierdo de la columna noreste del Monasterio de Vatopedi. Según los relatos de los Ancianos del Monasterio contemporáneos, los antecedentes de este Icono nos remontan a 1250 cuando un monje llamado José arribo al monasterio de Vatopedi, este mismo monje señala la primera señal milagrosa de este icono: Un día de 1327 un joven entró en el templo con el propósito de hacer un ritual de magia negra y, mientras iba a sustraer el Icono con un fin maléfico, de repente el rostro de la Virgen brilló y una fuerza invisible que lo derribó. Tan pronto como se recuperó, confesó entre lágrimas a los padres del Monasterio que vivía alejado de Dios y se entregaba a la hechicería y se disponía a usar el Icono con un fin maléfico. 
Así, la milagrosa intervención de la Virgen convenció al joven de cambiar de vida y convertirse en un hombre temeroso de Dios.
Esta imagen también tiene la propiedad y gracia especial de Dios de curar la terrible enfermedad del cáncer. 
Esto se debe a que el patriarca de la Iglesia Ortodoxa Rusa Alejo II  solicitó al Monasterio de Vatopedi copias de este Icono, una de ellas llegó al Monasterio de Novospaski en 1991 cuando este Monasterio tenía apenas un año de que el gobierno Ruso lo había entregado a la Iglesia Ortodoxa, en el ejercicio ministerial de los monjes en los hospitales de Oncologia llevaron la copia de este sagrado icono y se empezó a tener noticias de la curación del cáncer por intercesión de la Virgen María a través está imagen. 
Se conocen innumerables casos de pacientes con cáncer que hoy en día se han curado, tanto en la Iglesia Ortodoxa Rusa como en la Iglesia Católica Romana en la cual se le conoce como Nuestra Señora de la Buena Salud.

## Devoción Actual
Alrededor de la década de los noventa, esta devoción llegó a Rusia, muchos enfermos del centro de Oncologia de Moscú han quedado curados de su mal después de invocar la salud a la Madre de Dios a través de este Icono, actualmente se conserva el original en el Monasterio de Vatopedi.

## Oración
¡Oh Dios! Todopoderoso y eterno, te rogamos nos concedas gozar de buena salud del alma y del cuerpo y, por la intercesión gloriosa de la Bienaventurada Virgen María, líbranos de todas las tristezas de este mundo y concédenos la eterna alegría.
Por nuestro Señor Jesucristo, tu Hijo, que vive y reina contigo en la unidad del Espíritu Santo, y es Dios, por los siglos de los siglos.